# Volcanes de la Década

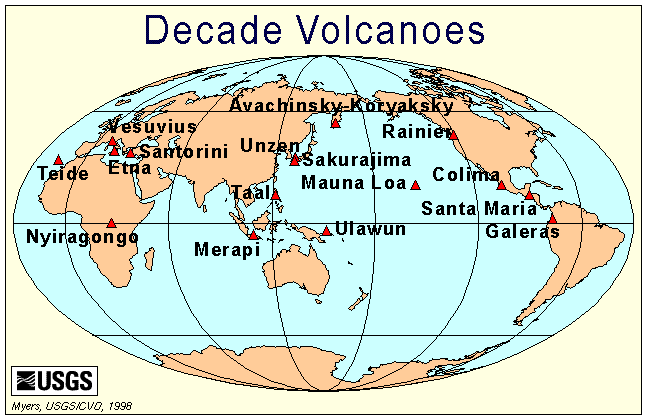
Mapa de localización de los 16 Volcanes de la Década

Volcanes de la década (Decade Volcanoes en inglés) fue un proyecto iniciado en la década de los noventa por la Asociación Internacional de Vulcanología y Química del Interior de la Tierra (IAVCEI, por sus siglas en inglés) encaminado a promover el análisis y la divulgación de estudios sobre la actividad de aquellos volcanes que, por su historial de erupciones y su proximidad a zonas densamente habitadas, son susceptibles de provocar un desastre.
Dicho proyecto realizó además una lista de los volcanes más peligrosos del mundo, para que un volcán se incluyera en la lista tenía que cumplir ciertas características entre ellas; debe mostrar más de un peligro volcánico (flujo de lava, inestabilidad de su estructura, posibilidad de colapso...); también tiene que haber mostrado actividad reciente; estar situado en una zona habitada; ser accesible política y fisícamente para su estudio; y que haya soporte local para el desarrollo de los trabajos científicos. 
Al final resultaron elegidos 16 volcanes:
- Avachinsky-Koryaksky, Península de Kamchatka, Rusia
- Volcán de Colima, Jalisco y Colima, México
- Monte Etna, Sicilia, Italia
- Volcán Galeras, Pasto, Colombia
- Mauna Loa, Hawái, Estados Unidos
- Monte Merapi, Java, Indonesia
- Monte Nyiragongo, República Democrática del Congo
- Monte Rainier, Washington, Estados Unidos
- Sakurajima, Prefectura de Kagoshima, Japón
- Volcán Santa María, Quetzaltenango, Guatemala
- Santorini, Cícladas, Grecia
- Volcán Taal, Batangas, Luzón, Filipinas
- Teide, Tenerife, Islas Canarias, España
- Ulawun, Nueva Bretaña, Papúa Nueva Guinea
- Monte Unzen, Prefectura de Nagasaki, Japón
- Vesubio, Ciudad metropolitana de Nápoles, Campania, Italia

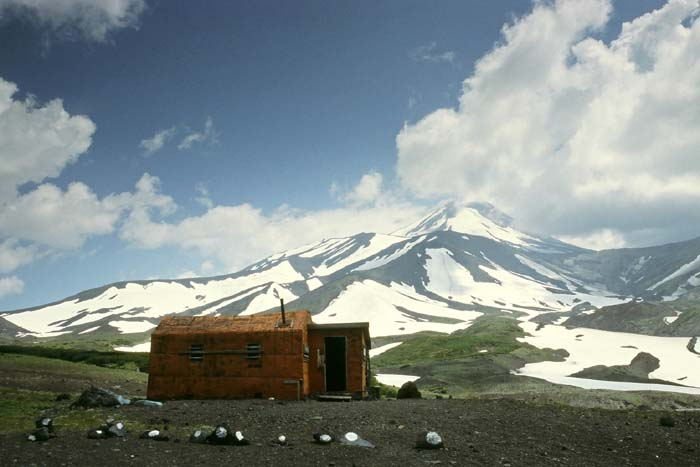
Avachinsky, Rusia
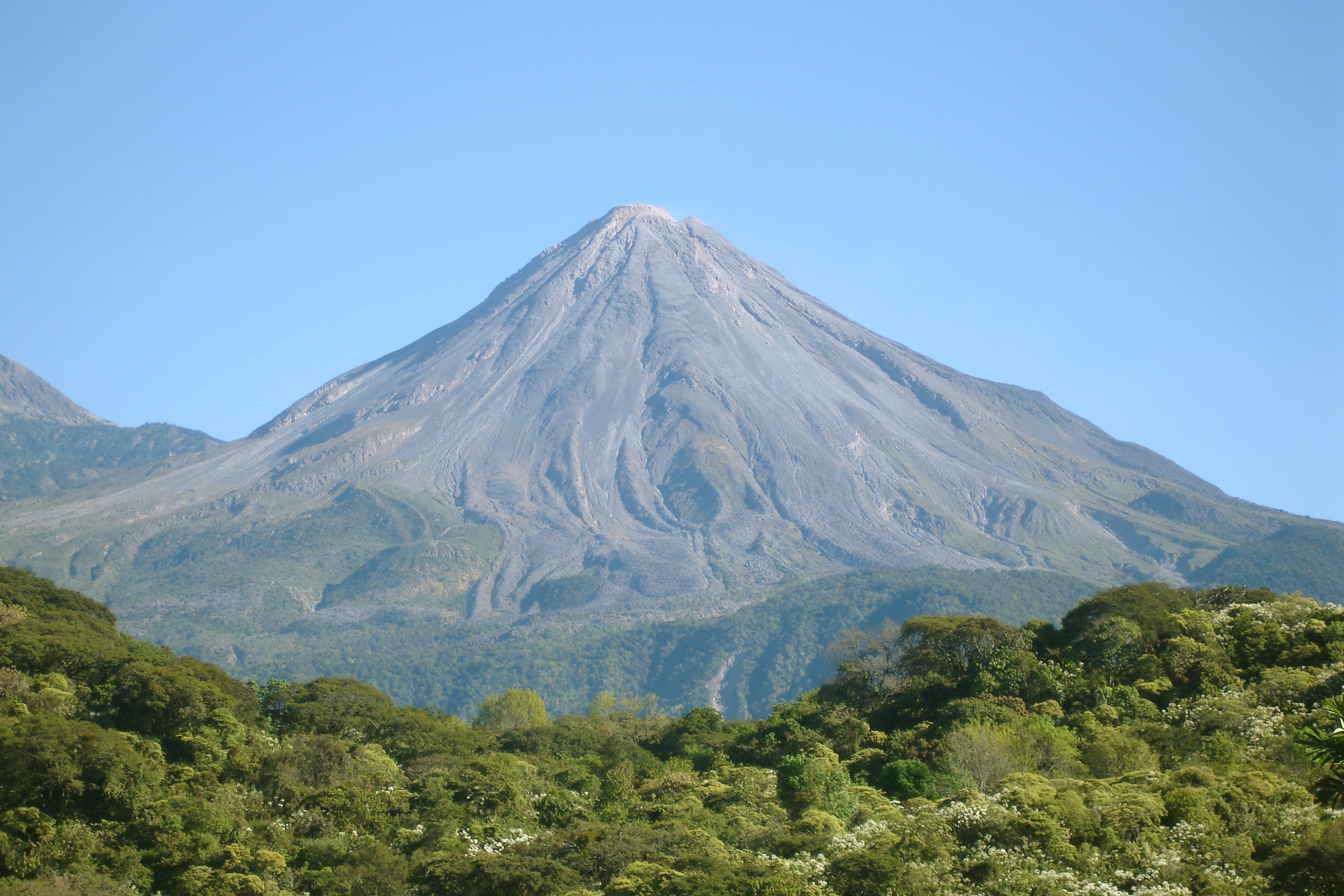
Volcán de Colima, México
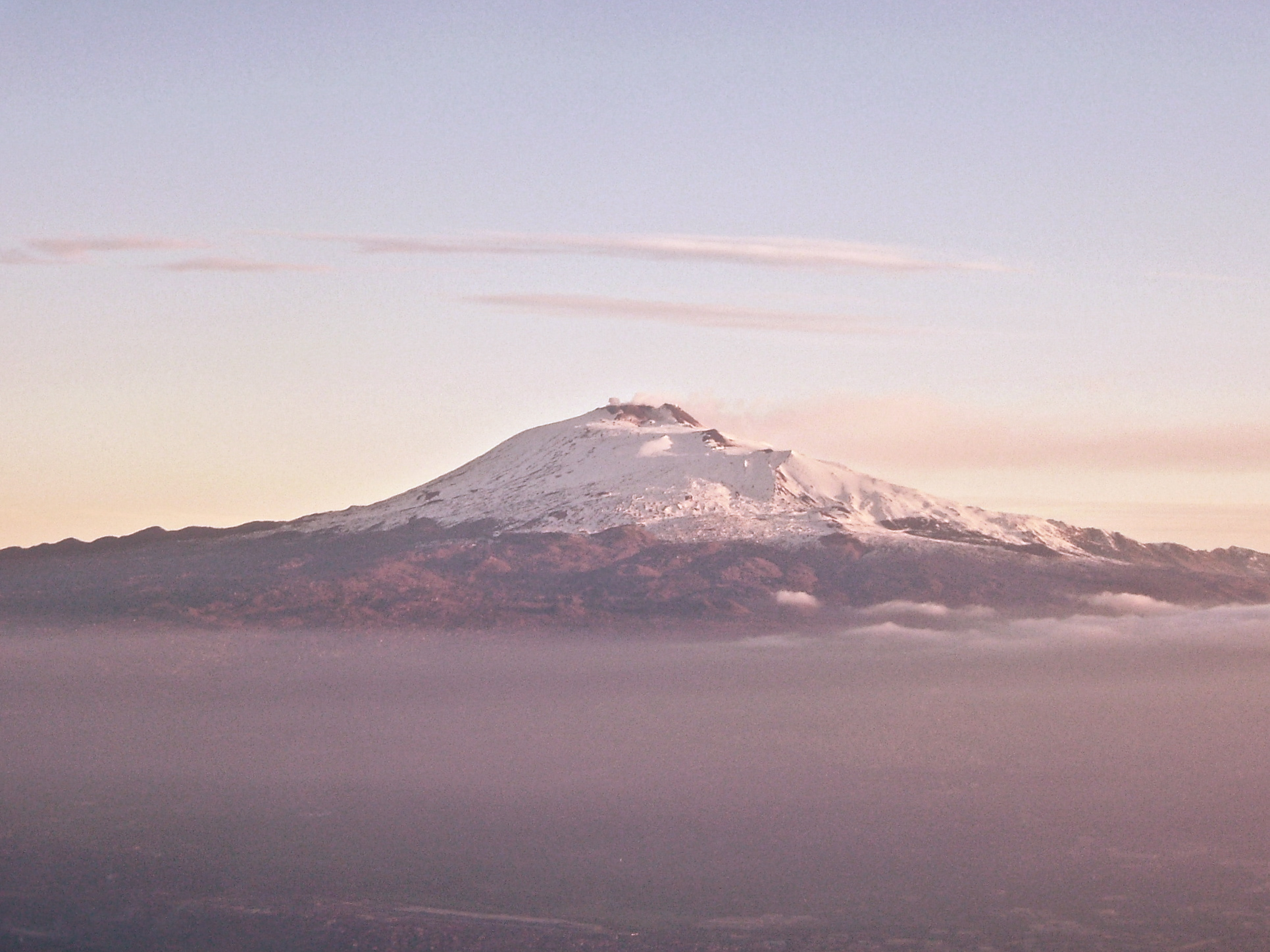
Monte Etna, Italia
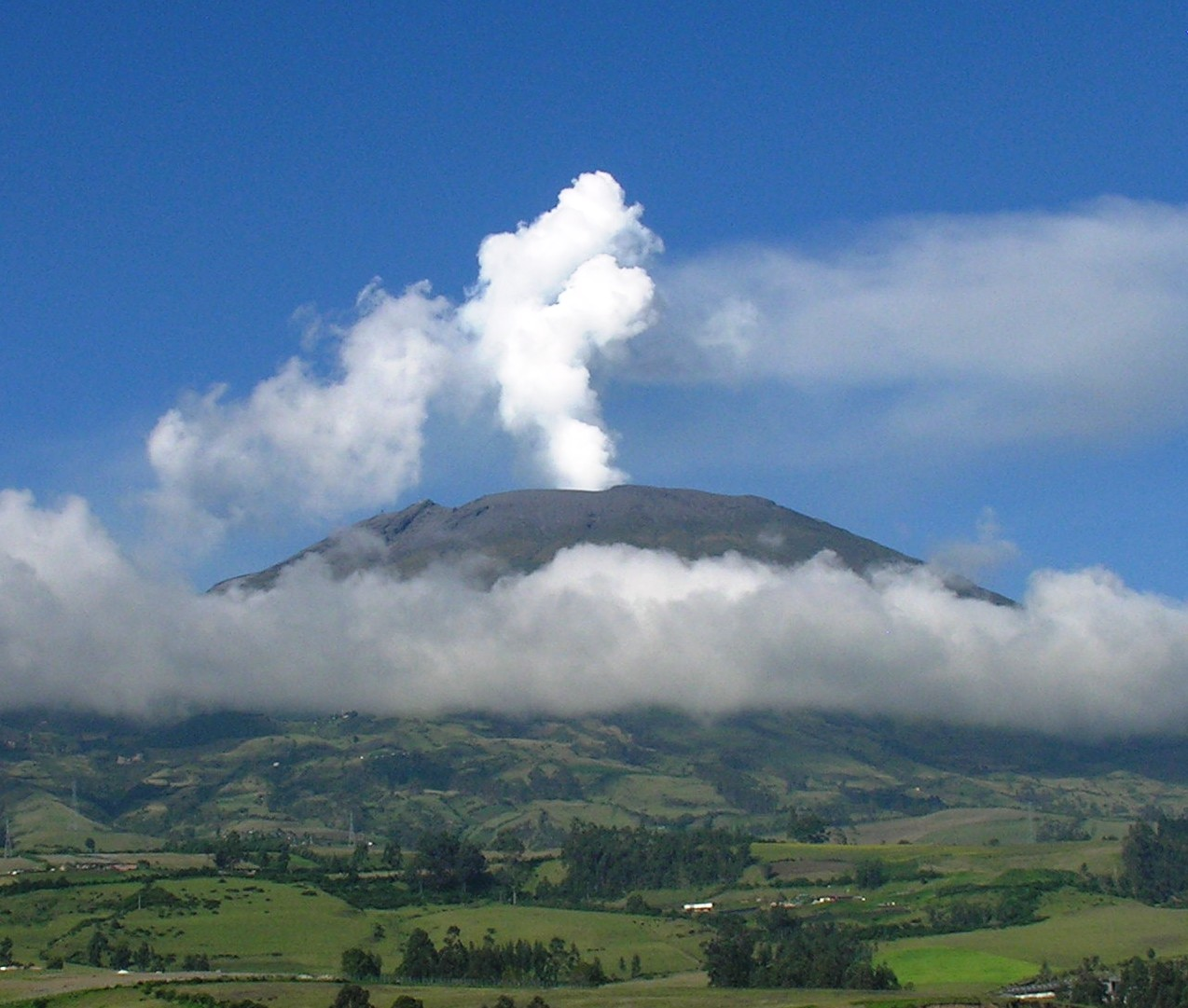
Volcán Galeras, Colombia
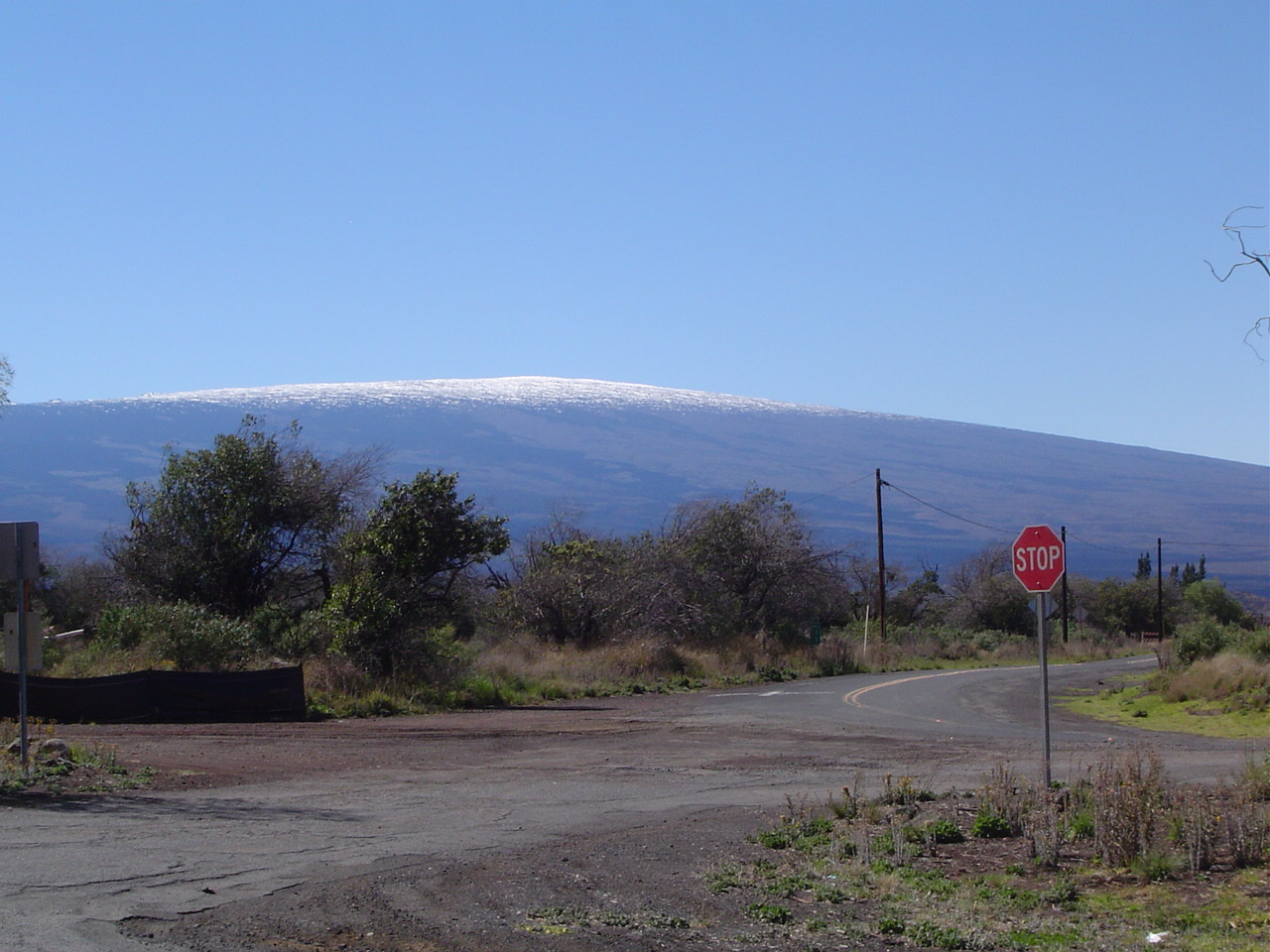
Mauna Loa, Estados Unidos
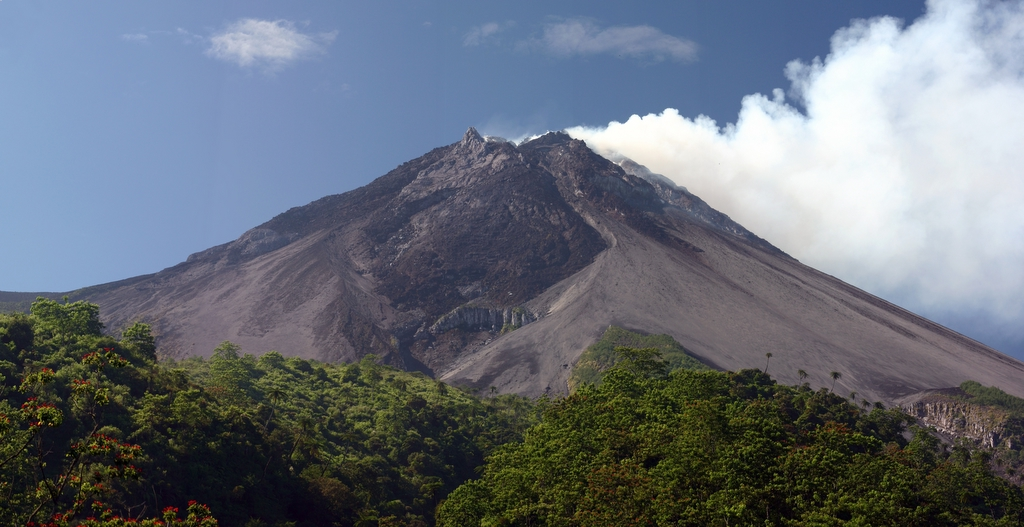
Monte Merapi, Indonesia
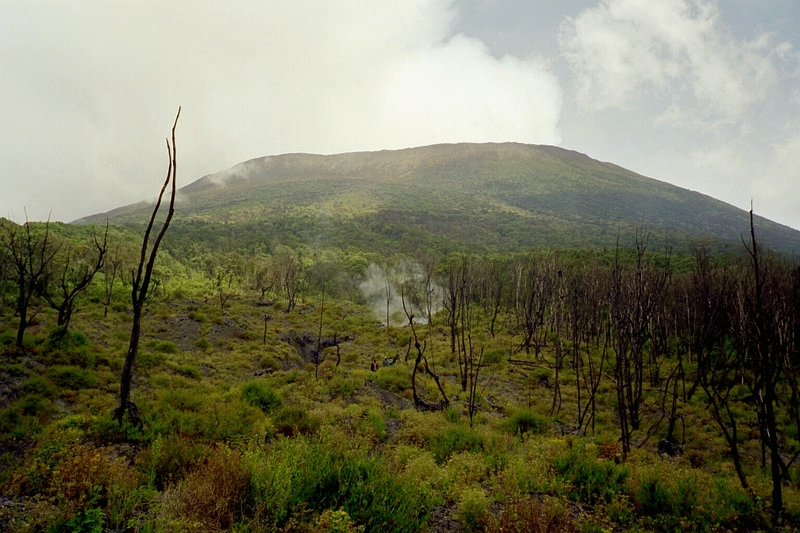
Monte Nyiragongo, República Democrática del Congo
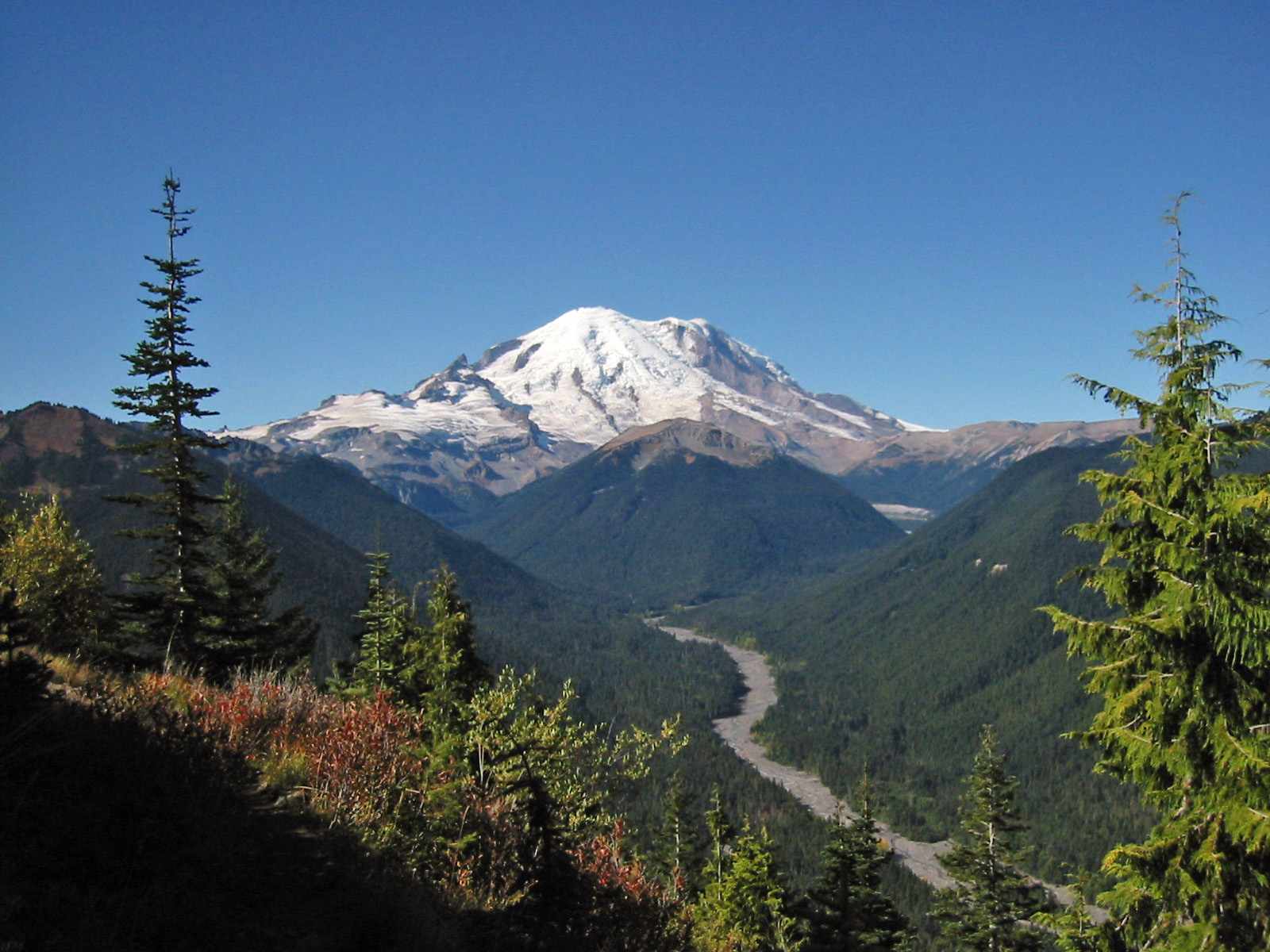
Monte Rainier, Estados Unidos
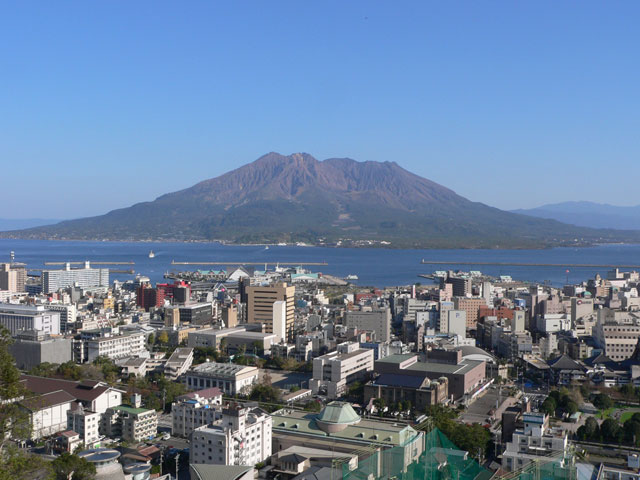
Sakurajima, Japón
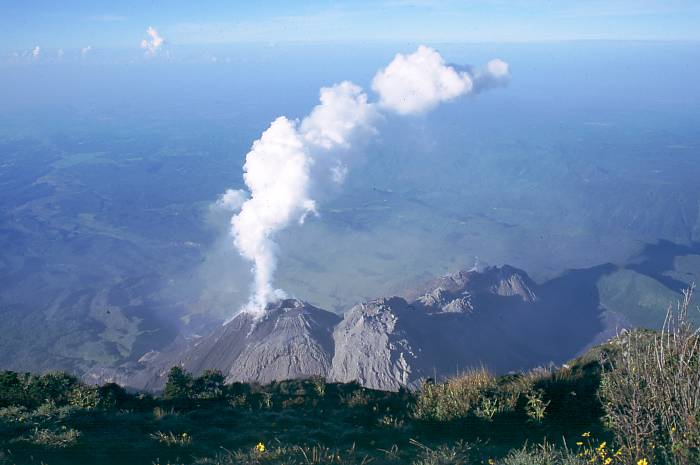
Volcán Santa María, Guatemala
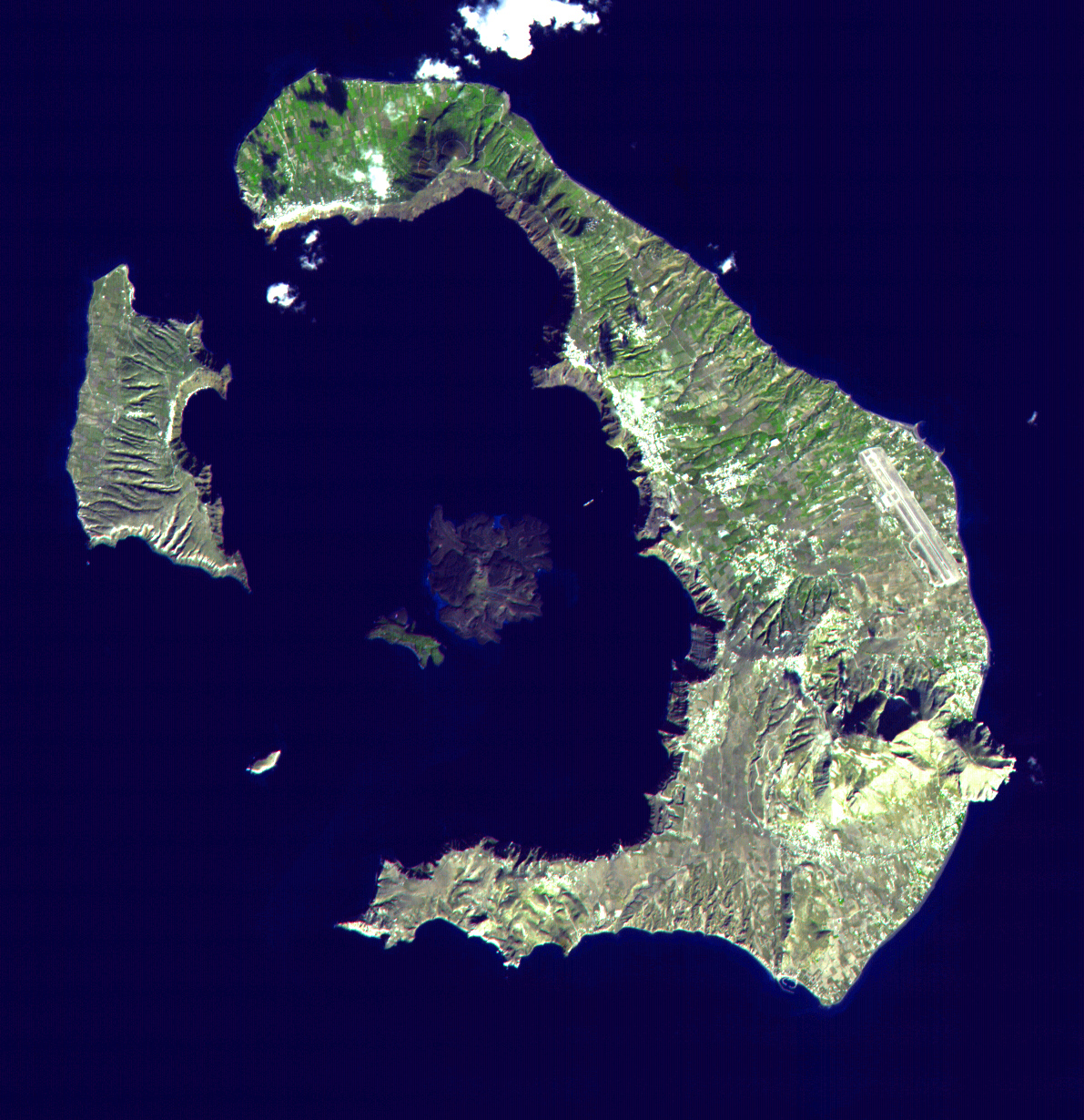
Santorini, Grecia
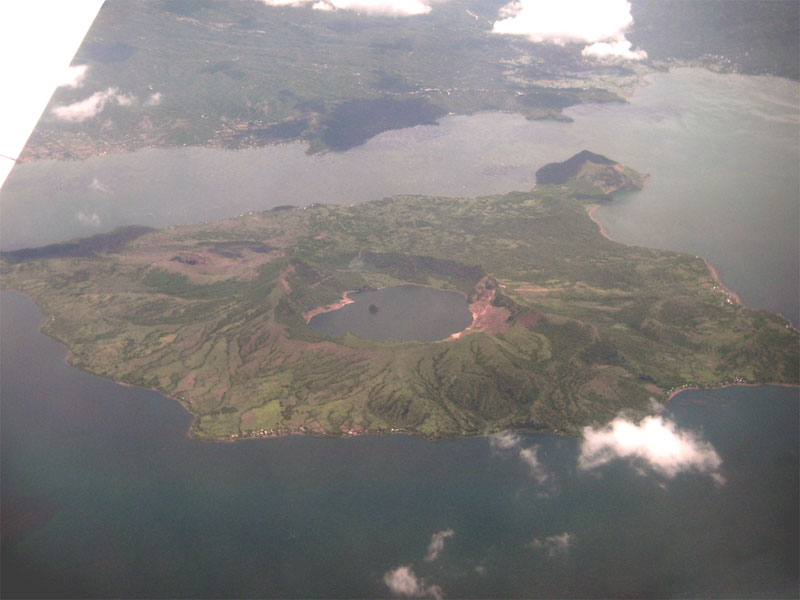
Taal, Filipinas
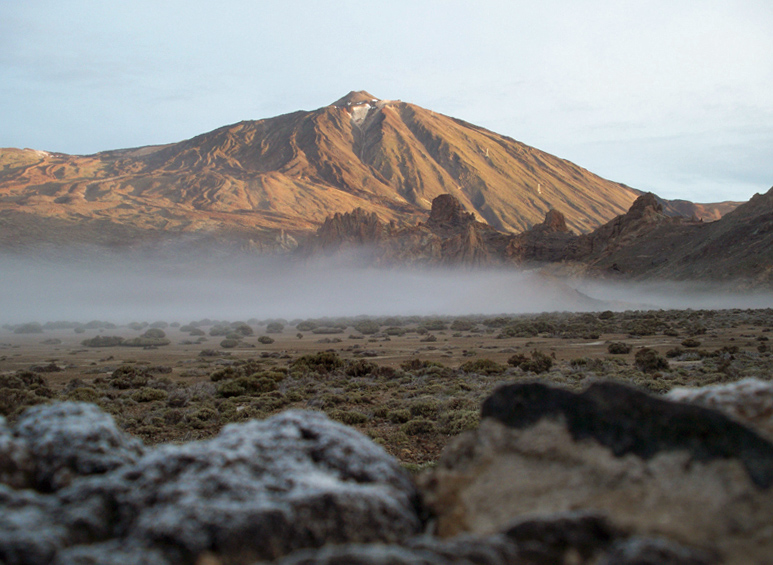
Teide, España
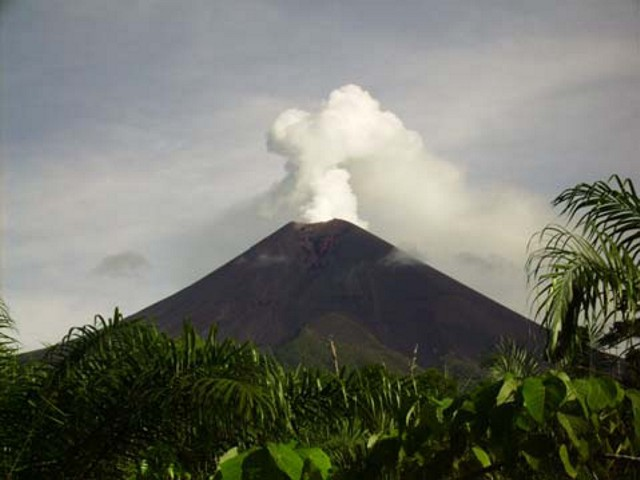
Ulawun, Papúa Nueva Guinea
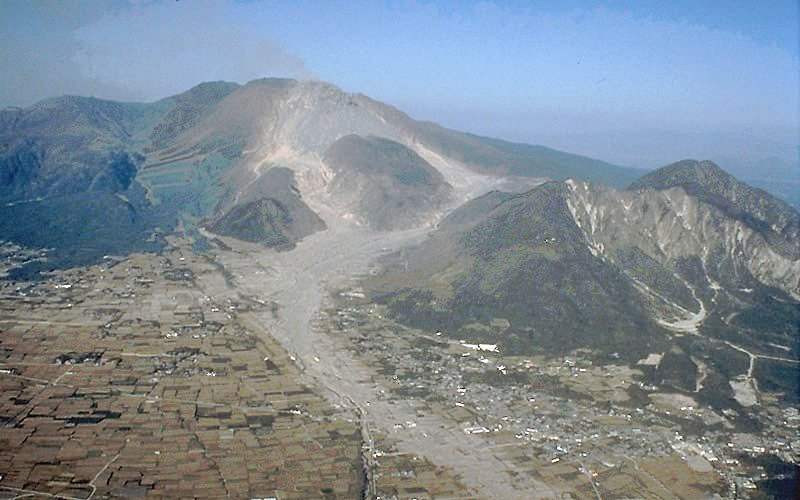
Monte Unzen, Japón
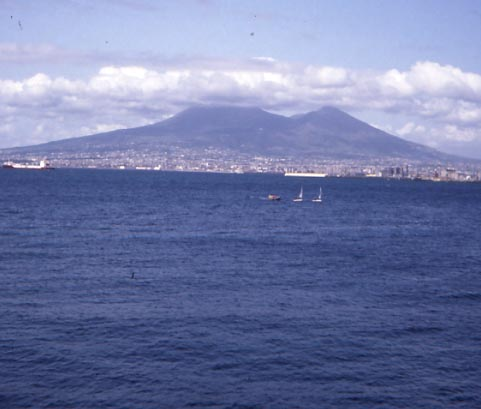
Vesubio, Italia